# Østerklit Stokmølle

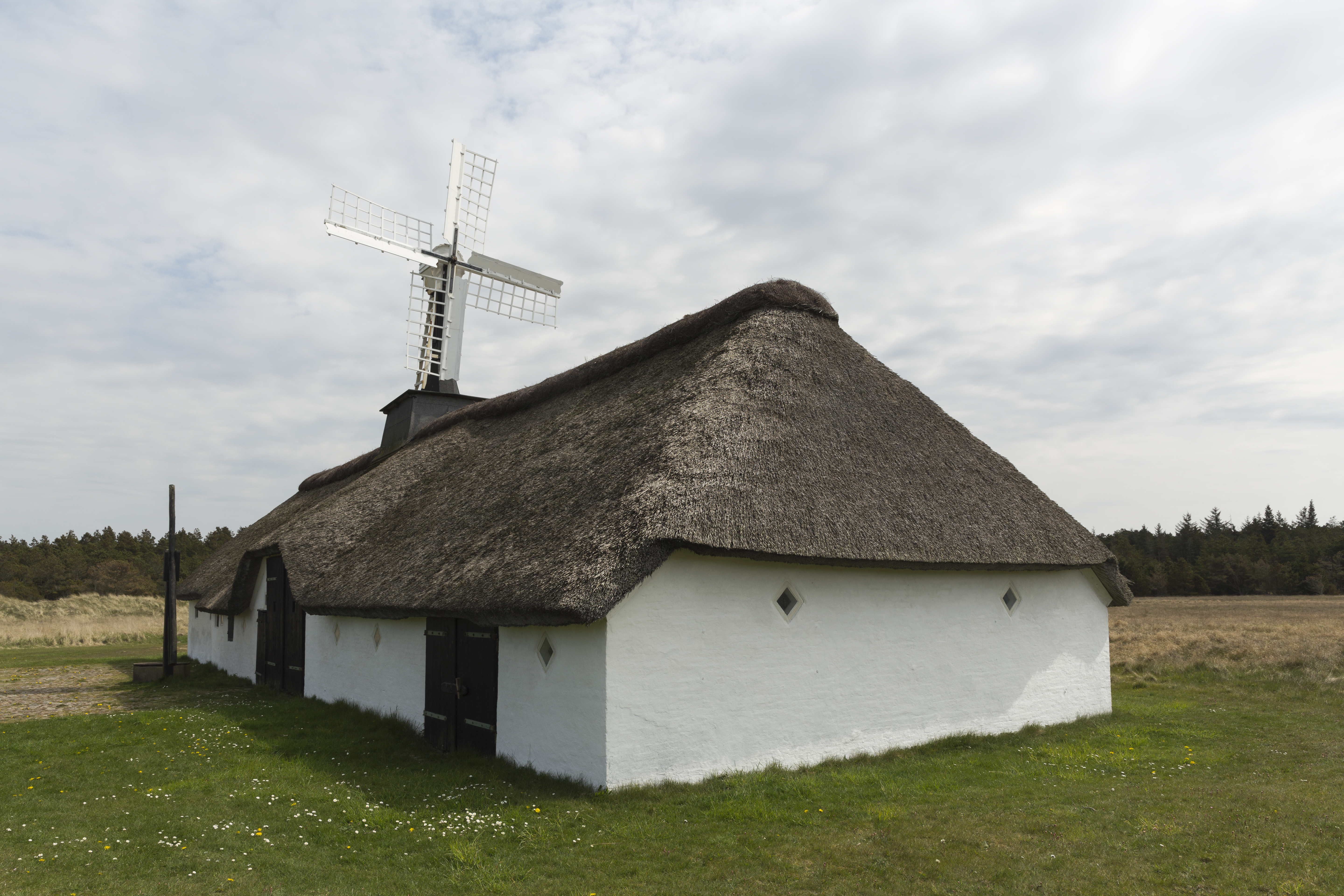
Østerklit Stokmølle

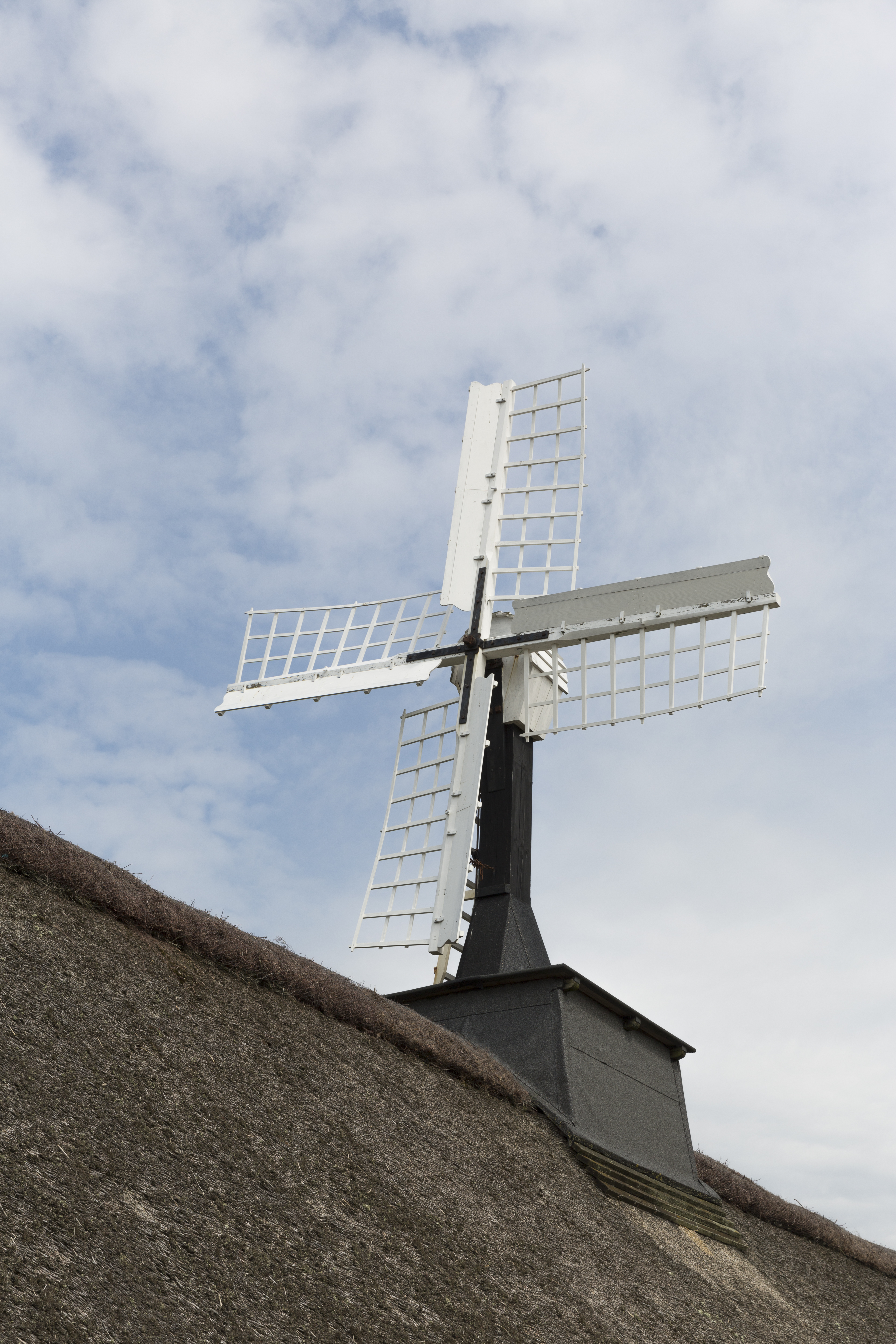
Østerklit Stokmølle mit den mit Segel bespannten Flügeln

Die Østerklit Stokmølle bei Tversted steht etwa 25 Kilometer nordöstlich von Hjørring in Dänemark im Norden von Vendsyssel im Tversted Sogn, Region Nordjylland. Sie gehört zur Gemeinde Hjørring.

## Geschichte
Østerklit Stokmølle (deutsch Stockmühle) ist Dänemarks letzte funktionierende Holzmühle und befindet sich in der Tversted Klitplantage, nicht weit von Tannisbugten entfernt. Der Name „Stockmühle“ stammt von den Mühlenflügeln, die auf einer Holzkonstruktion befestigt sind, die als Stock bezeichnet wird. Das stählerne Gangwerk überträgt die von der Drehung der Flügel erzeugte Kraft auf das Mahlwerk oder andere Maschinen. In Deutschland ist der Begriff Dachmühle geläufig.
Der ursprüngliche Hof Østerklit stammt aus dem Jahr 1688, das ehemalige Haupthaus des Paarhofes wurde 1872 errichtet und brannte 1981 nieder. Die Mühle wurde 1912 auf die Scheune des Bauernhofs gebaut. Die funktionsfähige Mühle wurde 1993 restauriert. Zu besonderen Anlässen ist sie in Betrieb.